# Не убиј
„Не убиј” је југословенско-француски филм из 1961. године. 
Филм, који је режирао француски редитељ Клод Отан Лара у француско-југословенској копродукцији у студију у Коштуњаку, од почетка пратило је велико интересовање јавности, јер је његово снимање, а потом и приказивње било забрањено у Француској у време алжирског рата.
Сценарио за филм написали су у то време веома цењени сценаристи Жан Оранш (Jean Aurenche) и Пјер Бост (Pierre Bost), играли су познати француски глумци Сузан Флон (Suzanne Flon), иначе некадашњи лични секретар Едит Пијаф и Лоран Терзијеф (Laurent Terzieff), немачки глумац Франк Хорст (Frank Horst), a посебно је похваљена и музика Шарла Азнавура. 
Сцене у којима су Зоран Милосављевић и Франк Хорст (Frank Horst) оцењене су као „најпотресније“.

## Улоге
| Глумац                 | Улога                       |
| ---------------------- | --------------------------- |
| Лоран Терзијеф         | Жан Франсоа Кордије         |
| Франк Хорст            | Адлер                       |
| Мића Орловић           | Мајор                       |
| Маријан Ловрић         | Капетан (као Марјан Ловрић) |
| Сузан Флон             | Кордијеова мајка            |
| Иво Јакшић             | Игуман у манастиру          |
| Владета Драгутиновић   | Штајн                       |
| Петар Банићевић        | Робер                       |
| Јован Гец              | Генерал у затвору           |
| Зоран Милосављевић     | Фелисијен Ертел             |
| Звонко Јовчић          | Пуковник                    |
| Александар Стојковић   | Капетанов посилни           |
| Љубиша Јоцић           | Мил                         |
| Миливоје Поповић Мавид | Адвокат                     |
| Слободан Симић         | Председник суда             |

Остале улоге  ▼
| Глумац                | Улога                    |
| --------------------- | ------------------------ |
| Радован Милановић     | Млади заробљени партизан |
| Радмило Ћурчић        | Водник                   |
| Душан Крцун Ђорђевић  | Кордијеов отац           |
| Беким Фехмију         | Чувар у чекаоници        |
| Душан Голумбовски     | Млади заробљени партизан |
| Михаило Миша Јанкетић | Магационер               |
| Предраг Милинковић    | Човек у судници          |
| Душан Перковић        | Немачки официр           |
| Бранислав Радовић     | Стражар у затвору        |
| Златибор Стоимиров    | Официр                   |
| Михајло Викторовић    | Пацијент                 |
| Јанез Врховец         | Немац са шлемом          |